# Dromica clathrata
Dromica clathrata is een keversoort uit de familie van de loopkevers (Carabidae). De wetenschappelijke naam van de soort is voor het eerst geldig gepubliceerd in 1834 door Johann Christoph Friedrich Klug. De soort komt voor in Zuid-Afrika.